# Karel Horák (architekt)
Karel Horák (9. října 1904 Praha – 23. února 1961) byl český architekt a stavitel.

## Život

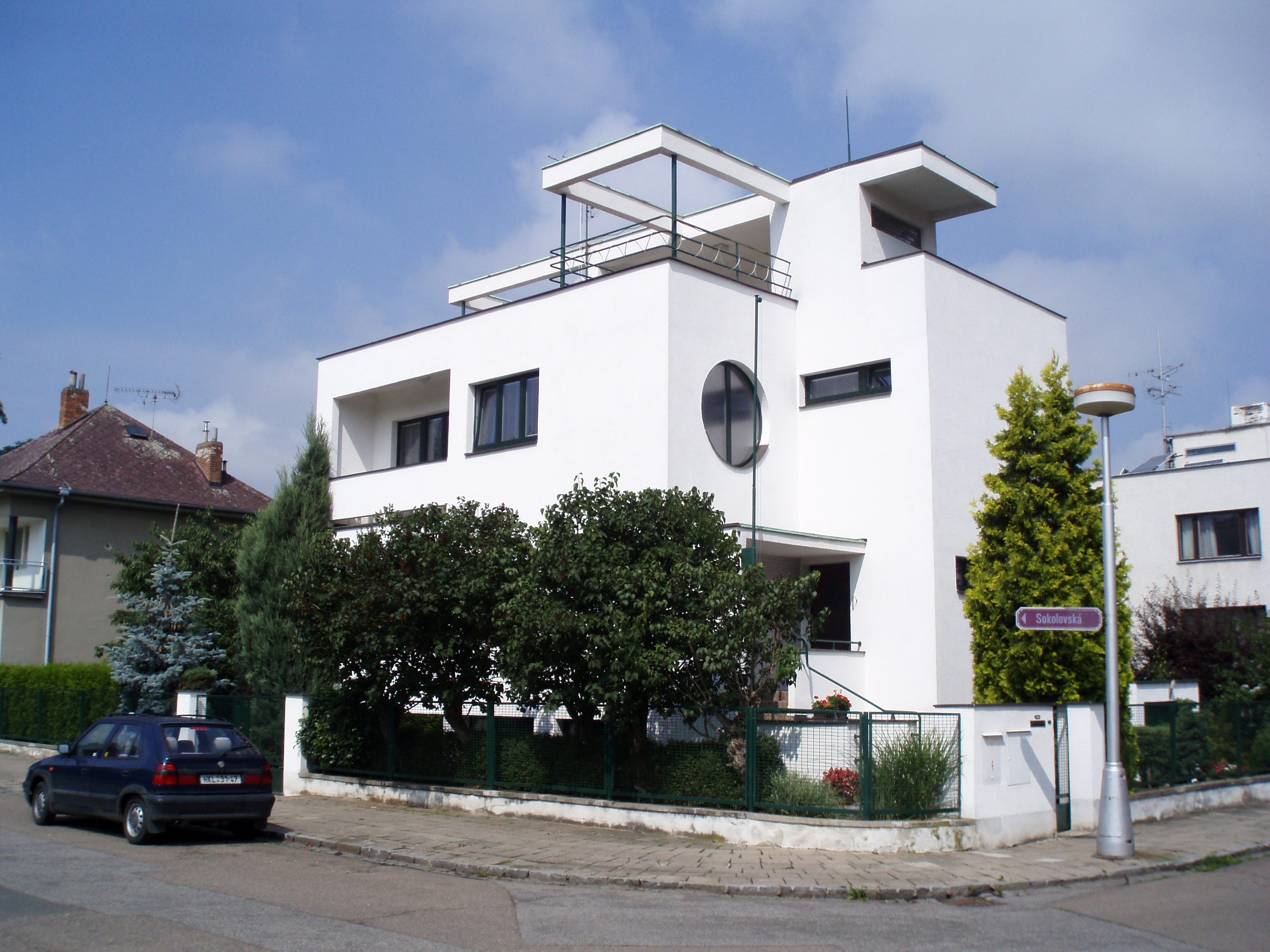
Vila Karla a Jaroslavy Cee

Po maturitě v roce 1924 úspěšně složil přijímací zkoušky na Akademii výtvarných umění v Praze, ke studiu však nenastoupil. Stal se studentem Vysoké školy architektury a pozemního stavitelství v Praze, kde ukončil studium v roce 1931. Od roku 1927 byl členem Klubu architektů, od roku 1932 pak členem Syndikátu výtvarných umělců. V letech 1931–1933 pracoval jako architekt v kanceláři Václava Rejchla v Hradci Králové. Poté pracoval i nadále jako architekt a projektant, ale také jako propagační grafik (tvořil plakáty, prospekty apod.) a jako karikaturista. Po roce 1948 se nestal členem státního projektového ústavu, pracoval na volné noze, z toho důvodu ale nebyla v roce 1956 přijata jeho přihláška do Svazu architektů ČSR a Karel Horák v roce 1961 zemřel v bídě.

## Dílo
- funkcionalistická vila Karla a Jaroslavy Cee v Hradci Králové[2][3]
- spolupráce na projektech interiérů hlavního nádraží v Hradci Králové, budovy okresního soudu a věznice v Hradci Králové, nájemních domů v Jungmannově ulici v Hradci Králové[1]